# Marla Maples
Marla Ann Maples (Cohutta, 27 de outubro de 1963) é uma atriz e personalidade televisiva norte-americana, mais conhecida pelo seu relacionamento e subsequente casamento de seis anos com o empresário Donald Trump, 45° e 47° presidente dos Estados Unidos.

## Vida pessoal
Maples nasceu em Cohutta, Georgia, filha de Lura Ann Locklear (1940–2014), uma dona de casa e modelo, e Stanley Edward Maples, um promotor imobiliário. Maples frequentou a Escola Secundária de Northwest Whitfield em Tunnel Hill, onde foi coroada Rainha do Baile.
Ela conheceu Donald Trump em 1989 e teve uma relação de quatro anos altamente publicitada que originou numa filha, Tiffany Ariana Trump, nascida no dia 13 de outubro de 1993. O casal se casou em dezembro de 1993, no Hotel Plaza, na cidade de Nova Iorque, numa cerimônia com mil convidados, incluindo Rosie O'Donnell e O. J. Simpson. Separaram-se em maio de 1997 e divorciaram-se em 1999.

## Carreira

### Cinema
Maples apareceu em Maximum Overdrive e Executive Decision. Depois destes filmes teve papéis em Happiness, de Todd Solondz, e esteve em Black and White. Outros filmes incluindo A Christmas Too Many, Loving Annabelle, Two of Hearts, Richie Rich's A Christmas Wish, For Richer or Poorer, A Sight for Sore Eyes, e Something Wilder. Desde então, teve um papel como actriz em Switching Lanes, dirigido por Thomas Mikal Ford, que ganhou o Feature Film Silver Award em outubro de 2015 no Kingdomwood Christian Film Festival.

### Televisão
Em 1991, Maples apareceu como celebridade convidada no WWF WrestleMania VII, servindo como convidada especial controladora de tempo no principal confronto entre Hulk Hogan e o defensor do Campeonato WWF Sgt. Slaughter. Nesse ano, Maples também fez uma aparição especial na série televisiva Designing Women como ela mesma. Maples co-apresentou de 1996 a 1997 o Concurso de Miss Universo, e o Concurso de Miss EUA de 1997. Ela foi atriz convidada em Spin City em 1997 e em The Nanny em maio de 1998. Em 2013, Maples esteve em Oprah: Where Are They Now?
A 8 de março de 2016, Maples foi anunciada como sendo uma das celebridades que iria competir na 22ª temporada de Dancing with the Stars juntamente com o seu colega de Switching, Kim Fields. Fez par com o dançarino profissional Tony Dovolani. Maples e Dovolani foram eliminados na 4ª semana e terminaram em 10º lugar.
Maples também se juntou ao talk show da manhã da ABC, The View, como co-apresentadora convidada a 11 de março de 2016.

### Teatro
Em agosto de 1992, Maples participou em "Ziegfeld's favorite" na produção vencedora de um Prémio Tony, The Will Rogers Follies, na Broadway. Regressou a Nova Iorque em 2011 para Love, Loss and What I Wore, uma produção fora da Broadway.

### Filantropia
Maples está comprometida com associações de caridade e organizações sem fins lucrativos, e é, há muito tempo, uma defensora verbal da Kids Creating Peace, uma organização que une crianças israelitas e palestinianas. Ela partilhou lucros de vendas com os que necessitavam; partilhou lucros de vendas do seu álbum One World of Love com a Sucess for Kids, e lucros do seu leilão com as coisas de Linda para a Spirituality for Kids.

### Rádio e música
Maples apresentou o seu próprio talk show na rádio, Awakening with Maria, na Contact Talk Radio; os seus convidados incluíam médicos naturopatas, autores e astrólogos.
O álbum de Maples The Endless, lançado em agosto de 2013, é uma viagem musical de despertar espiritual e energia transformacional, com líderes tais como Dalai Lama, Michael Beckwith, e Deepak Chopra. Cada faixa procura invocar um nível diferente de consciência e conecção, desenhado para uma meditação profunda, círculos de oração, e sessões de ioga. Em dezembro de 2014, Maples ganhou um "Hollywood Music in Media Award" para Melhor música de Idade/Ambiente, por "House of Love", desse álbum. A sua música "Open Your Eyes" com Michael Berg do mesmo álbum "The Endless" é também mostrado no álbum de compilações "Planet Chill 2014-1" de Armada Music.

### Saúde e bem-estar
Maples é uma defensora da saúde e bem-estar, com a filha Tiffany Trump confessando que costumava fazer chocolate caseiro saudável na Torre Trump; entretanto o seu pai ia à loja no piso de baixo à loja de doces para lhe comprar Almond Joys. Marla é uma auto-proclamada "quase vegan" que evita lacticínios, come organicamente, e escolhe não comer glúten. Ela disse à People Magazine que as suas 3 principais dicas para comer de forma saudável são (a) ouvir o teu corpo, (b) comer comida orgânica, (c) ter prazer em tudo o que faz/come.

### Outros
Em 1990, Maples fez uma campanha de publicidade para as calças de ganga No Excuses. Em 1993, desenhou uma linha de roupas para grávidas, vendidas maioritariamente em grandes lojas de departamento.
Em janeiro de 2000, foi anunciada uma memória de Maples, "All That Glitters Is Not Gold", pela divisão ReganBooks da HarperCollins Publishers. Em fevereiro de 2002, um porta-voz da empresa disse que "a autora e a editora concordaram em não publicar o livro".